# الدوري الإيطالي 1920–21
دوري الفئة الأولى الإيطالي 1920–21 هي النسخة العشرون من دوري الدرجة الأولى الإيطالي بمسماه الجديد. توج في هذه النسخة نادي برو فيرتشيلي، ليضمن بذلك سادس لقب له في هذه البطولة.

## النهائي
لعب في 24 يوليو 1921
| فريق 1   | نتيجة | فريق 2 |
| -------- | ----- | ------ |
| فيرتشيلي | 1-2   | بيزا   |

## اللقب

### البطل
| الدوري الإيطالي الدرجة الأولى بطل 1919–20 |
| ----------------------------------------- |
| نادي برو فيرتشيلي اللقب السادس            |
|                                           |